# Weiglwarte

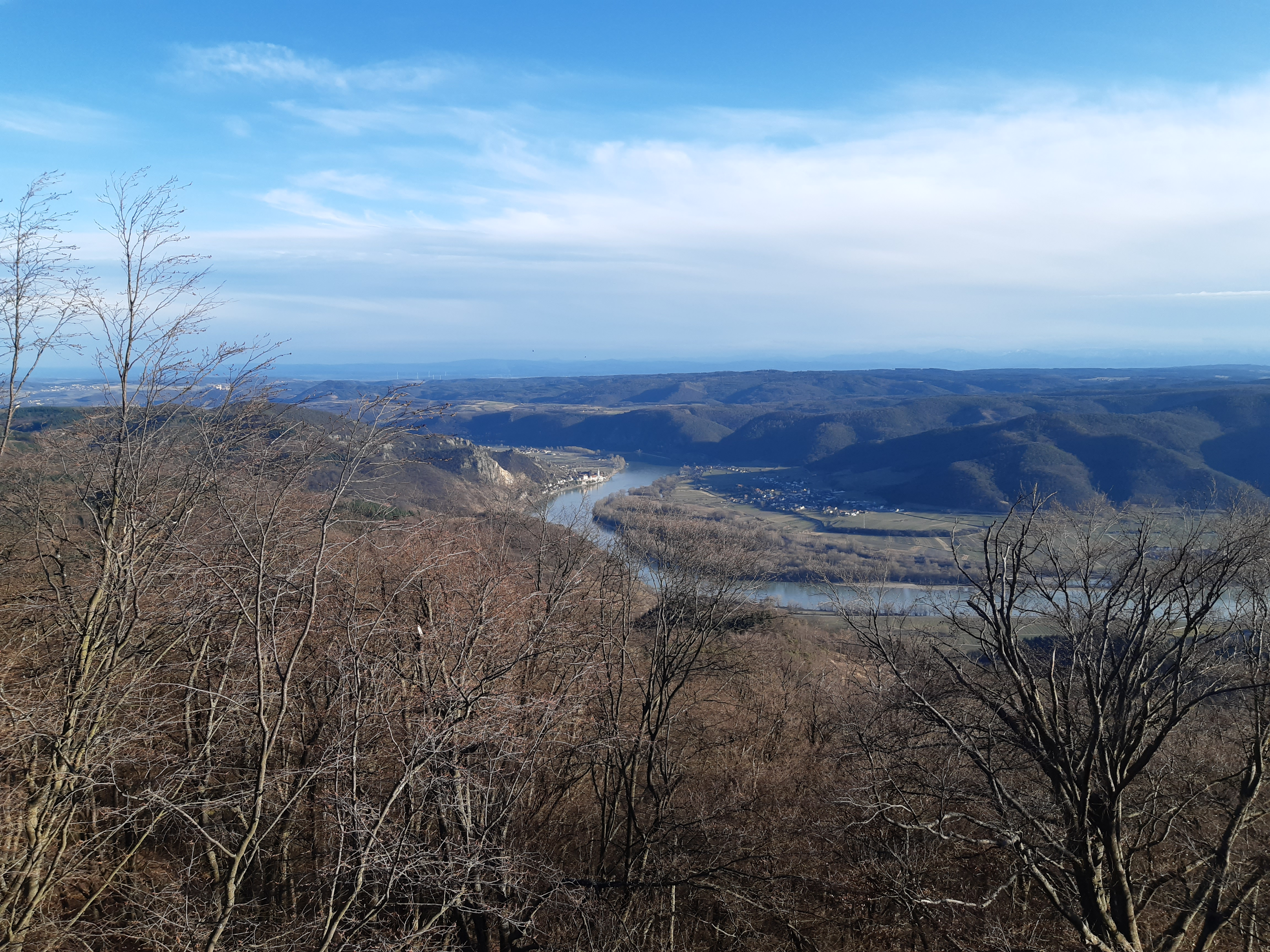
Aussicht auf die Wachau mit Blick auf Dürnstein

Die Weiglwarte ist eine 1901 errichtete und 15,6 Meter hohe Aussichtswarte auf dem 723 m ü. A. hohen Sandl bei Dürnstein. Die Warte wurde nach Augustin Weigl, dem Vater des Tourismus in der Wachau, benannt.
Die Sektion Rossatz des Österreichischen Alpenklubs, die sich am 12. Februar 1881 gründete, errichtete gleich im Frühjahr desselben Jahres den „Sandl-Turm“, eine ungefähr zehn Meter hohe hölzerne Aussichtswarte, die gedeckt war und daher gleichzeitig die Funktion eines Schutzhauses übernahm.
Als sich 1892 die ÖAK-Sektion auflöste, wurde der Aussichtsturm ins Eigentum des Österreichischen Touristenklubs übertragen. Die Warte war so baufällig, dass man sich entschloss, einen sechzehn Meter hohen Steinbau zu errichten.
Am 8. September 1901 konnte die von Baumeister Josef Utz errichtete Warte in Anwesenheit von mehr als zweitausend Festgästen feierlich eröffnet werden. Ihren Namen erhielt sie zu Ehren des 1. Vorstandes der ÖTK-Sektion Krems-Stein. Die Errichtung des steinernen Turmes kostete 8600 Kronen.
Nach dem Ersten Weltkrieg dauerte es bis zum Jahre 1925, bis eine restlose Wiederherstellung gelang. In den 1970er Jahren diente die Warte als Amateurfunkstation bzw. als Messstation der Zentralanstalt für Meteorologie und Geodynamik. Im Übrigen dient sie als Trägerin eines Kataster-Triangulierungspunktes 1. Ordnung des Bundesamtes für Eich- und Vermessungswesen.
Wegen Schäden an der Plattform musste die Warte 1990 gesperrt werden und konnte nach erfolgter Generalrenovierung, bei der die gesamte Plattform abgetragen und neu errichtet wurde, am 22. März 1993 feierlich wiedereröffnet werden. Seit diesem Zeitpunkt ist die Warte wegen des optimalen Standortes auch Funkstation der Energieversorgung Niederösterreich (EVN).